# Donald Gemmell
Donald Leslie Gemmell (* 27. Dezember 1932 in Wanganui; † 22. Juni 2022 in Wanganui) war ein neuseeländischer Ruderer.

## Biografie
Donald Gemmell startete bei den Olympischen Sommerspielen 1956 zusammen mit Peter Lucas, Ray Laurent, Allan Tong und Colin Johnstone in der Vierer mit Steuermann-Regatta. Bei den British Empire and Commonwealth Games 1958 in Cardiff belegte er in der gleichen Disziplin mit Peter Aitchison, Frank Crotty, Graeme Moran und Steuermann Clarrie Healey den vierten Platz.